# K.Devarahalli, Yelandur
K.Devarahalli là một làng thuộc tehsil Yelandur, huyện Chamarajanagar, bang Karnataka, Ấn Độ.